# Heatball

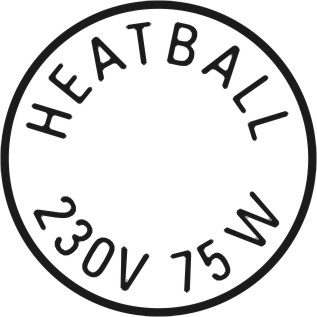
Zur Unterscheidung von Glühlampen trägt jeder Heatball diesen Aufdruck

Sankey-Diagramm des Heatballs: Er produziert aus der zugeführten Energie 95 % Wärme und 5 % Licht

Heatball (‚Heizkugel‘) ist eine alternative Bezeichnung für Glühlampen im Rahmen eines satirischen Projektes des Essener Maschinenbauingenieurs Siegfried Rotthäuser. Mit dieser Aktion regte Rotthäuser eine Diskussion über die EG-Verordnung Nr. 244/2009 in der Öffentlichkeit an, die vorsah, Punktlichtquellen mit einer Energieeffizienzklasse schlechter als C bis September 2012 schrittweise zu verbieten. Hierzu deklarierten der Ingenieur und sein Schwager herkömmliche Glühlampen als Kleinheizelemente. Die Aktion fand international in den Medien Beachtung.
2011 wurde die Aktion mit dem Deutschen IQ-Preis ausgezeichnet, der vom Verein Mensa in Deutschland vergeben wird.

## Geschichte
Im April 2010 begannen Siegfried Rotthäuser und sein Schwager Rudolf Hannot, über das Internet Glühlampen, Heatballs genannt und als Kleinheizelement bezeichnet, zum Preis von 1,69 Euro/Stück zu vertreiben. 30 Eurocent pro verkauftem Exemplar wurden an ein Projekt zum Schutz des Regenwaldes gespendet, was nach Aussage Rotthäusers dem Klimaschutz mehr bringen würde als ein Glühlampenverbot. Nachdem die Startauflage von 4.000 Exemplaren binnen weniger Tage ausverkauft war und Bestellungen in Höhe von weiteren 40.000 Heatballs vorlagen, entschlossen sich die Projektbetreiber zu einer einmaligen Nachbestellung der Glühlampen. Die Freigabe dieser Lieferung aus China wurde am 16. November 2010 durch das Zollamt Flughafen Köln/Bonn vorerst ausgesetzt.
Die Bezirksregierung Köln ließ ein Gutachten durch den VDE erstellen, das zu dem Ergebnis kam, dass Heatballs, wenn sie als Glühlampe verwendet werden, nicht die Effizienzanforderungen der EG-Verordnung 244/2009 erfüllen. Im Januar 2011 erließ die Bezirksregierung Köln deswegen eine Ordnungsverfügung, die das Inverkehrbringen der Heatballs untersagte. Dagegen strengte Rudolf Hannot Klage vor dem Verwaltungsgericht Aachen an, das den Verkauf im Juli 2011 trotzdem per Eilbeschluss untersagte. Im Hauptverfahren müsse allerdings geklärt werden, ob es sich bei Heatballs um Speziallampen im Sinne der EG-Verordnung handele.
Das Tauziehen um die Einordnung der Heatballs als Heizelement oder Leuchtmittel bzw. als vom Glühbirnenverbot auszunehmende Speziallampe zog sich in der Folgezeit auch über das abschließende Urteil des Verwaltungsgerichts Aachen vom Juni 2012 gegen den Heatball-Verkauf bis zum Frühjahr 2014 hin, als die Aktion schließlich am 31. März 2014 mit dem erfolgreichen Verkauf von 10.000 Heatballs 2.0 endete.